# Doornvissen
Doornvissen (Stephanoberyciformes) vormen een orde van straalvinnige zeevissen. De vissen zijn veelal ongewoonlijke diepzeevissen met weinig belang voor de commerciële visserij. Ze bezitten vele gelijkwaardige kenmerken met de zusterorde Slijmkopvissen (Beryciformes).
Over het algemeen hebben de vissen een rond lichaam, een tandeloos verhemelte en redelijke dunne schedelbotten.

## Taxonomie
Er is onduidelijkheid over de indeling van vissen uit deze orde. Fishbase deelt de familie van de Walviskopvissen (Cetomimidae) in binnen een eigen orde (Cetomimiformes) samen met de families Papilvissen, Bamburisiden, Langneuzen en de Wondervinnigen, maar volgens Nelson worden al deze families ingedeeld binnen deze orde:

Orde: Doornvissen (Stephanoberyciformes)
- Familie Grootschubvissen (Melamphaidae)
- Familie Doornvissen (Stephanoberycidae)
- Familie Doornvissen (Hispidoberycidae)
- Familie Snavelvissen (Gibberichthyidae)

Volgens Nelson behoren ook deze families tot deze orde:
- Familie Papilvissen (Rondeletiidae)
- Familie Bamburisiden (Barbourisiidae)
- Familie Walviskopvissen (Cetomimidae)
- Familie Wondervinnigen (Mirapinnidae)
- Familie Langneuzen (Megalomycteridae)